# David Penn (DJ)
David Penn é um DJ e produtor espanhol, internacionalmente conhecido no cenário da house music.

## Biografia
David Penn é um dos DJs e produtores de house music mais conhecidos da Espanha. Nos anos 2000, ele fez várias colaborações com DJ Chus para produzir faixas de house e garage house. Urbana recordings é sua própria gravadora. Como DJ, Penn tem mais de 15 anos de experiência.
Recentemente, ele tem atuado como DJ para grandes gravadoras como Defected e Glitterbox por toda a Europa. Além disso, ele tocou frequentemente no festival Defected Croatia.
Em dezembro de 2019, David Penn foi premiado como Melhor Artista House de 2019 pela Traxsource. Em abril de 2020, ele lançou uma versão retrabalhada de Ultra Flava, da dupla Heller & Farley Project, pela Defected Records.
Em novembro de 2020, David Penn lançou um remix de "Finally Ready" dos Shapeshifters na Defected Records. David Penn foi classificado em 10º no "Top Artists Of 2020" pela Traxsource.

## Eventos no Brasil
- Nov/2010 - Sunset, no Todai-Ji. Tubarão, SC.[3]
- Jan/2020 - Desire, no Boox Club. Rio de Janeiro, RJ.[4]

## Discografia

### Músicas
- 2001: David Penn - Every Night & Every Day. Black Vinyl.[5]
- 2004: David Penn - Esperanza (with DJ Chus). Urbana Recordings.[6]
- 2008: David Penn, DJ Chus, Soulground - We play house (Original Stereo Mix). Musica Diaz / Senorita.[7]
- 2012: David Penn - Join Us feat. Lisa Millet (Original Mix). Urbana Recordings.[8]
- 2013: David Penn - LOVIN' U (ORIGINAL MIX). Urbana Recordings.[9]
- 2017: David Penn - Yeah Yeah (Original Mix). Urbana Recordings.[10]
- 2018: David Penn - Losing You (Original Mix). Urbana Recordings.[11]
- 2018: David Penn - Nobody (Club Mix). Defected.[12]
- 2018: David Penn, ATFC - Dynamite (Extended Mix). Armada Subjekt.[13]
- 2019: David Penn - Rollerball (Original Mix). Urbana Recordings.[14]
- 2020: David Penn, Jabato - EL BARRIO (ORIGINAL MIX). RH2.[15]
- 2021: David Penn, Ramona Renea - LIFT YOUR HANDS UP FEAT. RAMONA RENEA (EXTENDED MIX). Defected.[16]
- 2021: David Penn, Hosse, Africa G - Con son Feat. Africa G (Original Mix). Deepalma.[17]

### Remixes
- 2011 Copyright feat. Imaani - Story Of My Life (DJ Chus e David Penn Remix)
- 2016 YASS - Get Some (David Penn Remix)
- HAJI E EMANUEL 2017 - Fim de semana (Remix de David Penn)
- 2017 YASS - Já faz muito tempo - (David Penn Remix)
- 2018 Todd Terry, Gypsymen - Babarabatiri (David Penn Remix)
- 2019 Pete Heller - Big Love (David Penn Remix)
- Projeto 2020 Heller & Farley - Ultra Flava (David Penn Extended Remix)
- 2020 Sneaky Sound System - Não posso ajudar do jeito que me sinto (David Penn Remix)
- 2020 Blue Boy - Remember Me (David Penn Remix)
- 2020 Mistura, Angela Johnson - Do You Love Me (Remix de David Penn)
- 2020 The Goodfellas, David Penn - Soul Heaven (David Penn Remix)